# Сєлін Станіслав Миколайович
Станіслав Миколайович Сєлін (20 травня 1946, село Красне Гомельського району Гомельської області, Республіка Білорусь) — український комсомольський діяч, в.о. Запорізького міського голови, 1-й заступник Запорізького міського голови. Кандидат у члени ЦК ЛКСМУ. Член Центральної Ревізійної комісії ВЛКСМ.

## Життєпис
Народився в робітничій родині. У березні 1949 року разом з батьками переїхав до міста Запоріжжя. У вересні 1953 — травні 1961 року — учень восмирічної школи № 23 міста Запоріжжя. У вересні 1961 — грудні 1965 року — учень Запорізького радіотехнічного технікуму. Одночасно у вересні 1964 — серпні 1965 року — випробувач Запорізького заводу апаратури зв'язку. У 1962 році вступив до комсомолу.
У січні 1966 — червні 1968 року — служба в Радянській армії (Одеський військовий округ).
У вересні 1968 — січні 1971 року — студент факультету електронної техніки Запорізького машинобудівного інституту (у лютому 1971 — липні 1973 року — навчався на вечірньому відділенні), радіоінженер.
У лютому — березні 1971 року — регулювальник радіоапаратури Запорізького заводу пересувних електростанцій.
12 березня — 17 серпня 1971 року — завідувач відділу комсомольських організацій, 17 серпня 1971 — 26 червня 1972 року — 2-й секретар Ленінського районного комітету ЛКСМУ міста Запоріжжя.
Член КПРС з 1972 по 1991 рік.
26 червня 1972 — 11 листопада 1973 року — завідувач відділу студентської молоді Запорізького обласного комітету ЛКСМУ.
11 листопада 1973 — 12 жовтня 1976 року — 1-й секретар Запорізького міського комітету ЛКСМУ.
У жовтні 1976 — жовтні 1977 року — заступник начальника цеху, у жовтні 1977 — вересні 1979 року — начальник дільниці (на правах цеху) верстатів з числовим програмним управлінням Запорізького заводу «Іскра».
12 вересня 1979 — 1 вересня 1980 року — завідувач відділу пропаганди та агітації Шевченківського районного комітету КПУ міста Запоріжжя.
У 1980—1996 роках — старший інженер бюро контролю виконання, помічник генерального директора, директор зовнішньоторговельної фірми, заступник генерального директора Виробничого об'єднання «АвтоЗАЗ» у місті Запоріжжі.
У 1996—1999 роках — заступник начальника валютного управління, начальник управління з обслуговування юридичних та фізичних осіб у національній та іноземній валюті, начальник центрального відділення Акціонерного банку "Металург" у місті Запоріжжі.
15 вересня 1999 — 20 червня 2000 року — заступник Запорізького міського голови. 8 лютого — 4 червня 2000 року — в.о. Запорізького міського голови.
У липні 2000 — травні 2001 року — заступник керівника служби голови Ради директорів, у травні 2001 — квітні 2002 року — заступник директора з маркетингу Спільного підприємства «АвтоЗАЗ-DAEWOO» міста Запоріжжя.
У квітні 2002 — грудні 2010 року — співробітник Компанії «Ріалавто»; приватний підприємець; інженер Запорізького центру науково-технічної та економічної інформації.

## Нагороди та звання
- медаль «За доблесну працю. На відзнаку 100-річчя від дня народження В. І. Леніна» (1971)
- медаль «За трудову доблесть» (1976)